# Rhyscotus somaliensis
Rhyscotus somaliensis är en kräftdjursart som beskrevs av Franco Ferrara1972. Rhyscotus somaliensis ingår i släktet Rhyscotus och familjen Rhyscotidae. Inga underarter finns listade i Catalogue of Life.